# بروماسيل
البروماسيل (بالإنجليزية: Bromacil )‏ هو مركب عضوي له الصيغة الكيميائية C9H13BrN2O2 ، متوفر تجارياً كمبيد أعشاب .توفر لأول مرة كمبيد حشرات مسجل في الولايات المتحدة الأمريكية في عام 1961. استخدم لمكافحة الأعشاب والأجمة وفي الأراضي غير المزروعة.